# サンタナ (アルバム)
『サンタナ』（Santana）は、サンタナが1969年に発表したデビュー・アルバム。

## 解説
本作発表とほぼ同時期の1969年8月16日、バンドはウッドストック・フェスティバルに出演。ドキュメンタリー映画『ウッドストック/愛と平和と音楽の三日間』では「ソウル・サクリファイス」の演奏シーンが登場。1998年に本作がリマスター再発された際、その時のライブ音源3曲がボーナス・トラックとして収録された。
本作は、全米4位を記録。「イヴィル・ウェイズ」は、サンタナを見初めたプロモーター、ビル・グラハムの案によって収録された曲で、シングル・カットされると全米9位のヒットとなった。
『ローリング・ストーン誌が選ぶオールタイム・ベストアルバム500』に於いて、149位にランクイン。

## 収録曲
特記なき楽曲はメンバー6人の共作。1、4、7、9はインストゥルメンタル。
1. ウェイティング - "Waiting" - 4:04
2. イヴィル・ウェイズ - "Evil Ways"（S. Henry） - 3:58
3. シェイズ・オブ・タイム - "Shades of Time"（Greg Rolie, Carlos Santana） - 3:14
4. セイヴァー - "Savor" - 2:47
5. ジンゴー - "Jingo"（Babatunde Olatunji） - 4:23
6. パースエイジョン - "Persuasion" - 2:34
7. トリート - "Treat" - 4:44
8. ユー・ジャスト・ドント・ケア - "You Just Don't Care" - 4:36
9. ソウル・サクリファイス - "Soul Sacrifice"（C. Santana, G. Rolie, M. Malone, D. Brown） - 6:38

### ボーナス・トラック
1969年8月16日、ウッドストック・フェスティバルでのライブ音源
1. セイヴァー（未発表ライブ） - "Savor"（live） - 5:29
2. ソウル・サクリファイス（未発表ライブ） - "Soul Sacrifice"（live）（C. Santana, G. Rolie, M. Malone, D. Brown） - 11:38
3. フライド・ネックボーンズ（未発表ライブ） - "Fried Neckbones"（live）（W. Bobo, M. Lastie, W. Correa） – 7:14

## 参加ミュージシャン
- カルロス・サンタナ - ギター、ボーカル
- グレッグ・ローリー - ピアノ、オルガン、ボーカル
- デイヴ・ブラウン - ベース
- マイケル・シュリーヴ - ドラムス
- ホセ・チェピート・アレアス - パーカッション
- マイケル・カラベロ - パーカッション